# Гриценко, Ксения Селиверстовна
Ксения Селиверстовна Гриценко (1919 год, деревня Мостовая — 2 июня 1994 года, Красноярск) — старший мастер Красноярского хлебозавода № 2 Министерства пищевой промышленности РСФСР. Герой Социалистического Труда (1971).

## Биография
Родилась в 1919 году в крестьянской семье в деревне Мостовая (сегодня — Емельяновский район Красноярского края). С 16-летнего возраста трудилась рабочей на фарфоровой фабрике в Красноярске. С 1937 года — подсобная рабочая, пекарь, лаборант, сменный мастер на хлебозаводе № 2 в Красноярске.
Благодаря её деятельности хлебозавод неоднократно занимал первые места в социалистическом соревновании среди профильных предприятий. Указом Президиума Верховного Совета СССР от 26 апреля 1971 года «за выдающиеся успехи, достигнутые в выполнении заданий пятилетнего плана по развитию пищевой промышленности» удостоен звания Героя Социалистического Труда с вручением ордена Ленина и золотой медали Серп и Молот.
Получила высшее образование. Позднее — заведующая производством, главный инженер этого же хлебозавода.
После выхода на пенсию проживала в Красноярске.
Скончалась в 1994 году.
Награды
- Герой Социалистического Труда
- Орден Ленина
- Орден Трудового Красного Знамени (21.07.1966)